# Плей-оф Кубка Стенлі 2003

Плей-оф Кубка Стенлі 2003 — стартував після регулярного чемпіонату 9 квітня та фінішував 9 червня 2003.

## Учасники плей-оф

### Східна конференція
1. Оттава Сенаторс, чемпіон Північно-Східного дивізіону, Східної конференції, Кубок Президента – 113 очок
2. Нью-Джерсі Девілс, чемпіон Атлантичного дивізіону – 108 очок
3. Тампа-Бей Лайтнінг, чемпіон Південно-Східного дивізіону – 93 очка
4. Філадельфія Флайєрс – 107 очок
5. Торонто Мейпл-Ліфс – 98 очок
6. Вашингтон Кепіталс – 92 очка
7. Бостон Брюїнс – 87 очок
8. Нью-Йорк Айлендерс – 83 очка

### Західна конференція
1. Даллас Старс, чемпіон Тихоокеанського дивізіону, Західної конференції – 111 очок
2. Детройт Ред-Вінгс, чемпіон Центрального дивізіону – 110 очок
3. Колорадо Аваланч, чемпіон Північно-Західного дивізіону – 105 очок
4. Ванкувер Канакс – 104 очка
5. Сент-Луїс Блюз – 99 очок
6. Міннесота Вайлд – 95 очок (42 перемоги)
7. Майті Дакс оф Анагайм – 95 очок (40 перемог)
8. Едмонтон Ойлерс – 92 очка

## Плей-оф
|  | Чвертьфінали конференції | Чвертьфінали конференції              | Чвертьфінали конференції |   |           | Півфінали конференції | Півфінали конференції | Півфінали конференції |                    |                    | Фінали конференції  | Фінали конференції  | Фінали конференції  |  |  | Фінал Кубка Стенлі | Фінал Кубка Стенлі | Фінал Кубка Стенлі |
|  |                          |                                       |                          |   |           |                       |                       |                       |                    |                    |                     |                     |                     |  |  |                    |                    |                    |
|  | 1                        | Оттава                                | 4                        |   |           | 1                     | Оттава                | 4                     |                    |                    |                     |                     |                     |  |  |                    |                    |                    |
|  | 8                        | Нью-Йорк Айлендерс                    | 1                        |   |           | 4                     | Філадельфія           | 2                     |                    |                    |                     |                     |                     |  |  |                    |                    |                    |
|  |                          |                                       |                          |   |           |                       |                       |                       |                    |                    |                     |                     |                     |  |  |                    |                    |                    |
|  | 2                        | Нью-Джерсі                            | 4                        |   |           |                       |                       |                       | Східна конференція | Східна конференція | Східна конференція  | Східна конференція  | Східна конференція  |  |  |                    |                    |                    |
|  | 2                        | Нью-Джерсі                            | 4                        |   |           |                       |                       |                       | Східна конференція | Східна конференція | Східна конференція  | Східна конференція  | Східна конференція  |  |  |                    |                    |                    |
|  | 7                        | Бостон                                | 1                        |   |           |                       |                       |                       |                    |                    |                     |                     |                     |  |  |                    |                    |                    |
|  | 7                        | Бостон                                | 1                        |   |           |                       |                       |                       |                    | 1                  | Оттава              | 3                   |                     |  |  |                    |                    |                    |
|  |                          |                                       |                          |   |           |                       |                       |                       |                    | 1                  | Оттава              | 3                   |                     |  |  |                    |                    |                    |
|  |                          | 2                                     | Нью-Джерсі               | 4 |           |                       |                       |                       |                    |                    |                     |                     |                     |  |  |                    |                    |                    |
|  | 3                        | 2                                     | Нью-Джерсі               | 4 | Тампа-Бей | 4                     |                       |                       |                    |                    |                     |                     |                     |  |  |                    |                    |                    |
|  | 3                        |                                       |                          |   | Тампа-Бей | 4                     |                       |                       |                    |                    |                     |                     |                     |  |  |                    |                    |                    |
|  | 6                        | Вашингтон                             | 2                        |   |           |                       |                       |                       |                    |                    |                     |                     |                     |  |  |                    |                    |                    |
|  | 6                        | Вашингтон                             | 2                        |   |           |                       |                       |                       |                    |                    |                     |                     |                     |  |  |                    |                    |                    |
|  |                          |                                       |                          |   |           |                       |                       |                       |                    |                    |                     |                     |                     |  |  |                    |                    |                    |
|  |                          |                                       |                          |   |           |                       |                       |                       |                    |                    |                     |                     |                     |  |  |                    |                    |                    |
|  | 4                        | Філадельфія                           | 4                        |   | 2         | Нью-Джерсі            | 4                     |                       |                    |                    |                     |                     |                     |  |  |                    |                    |                    |
|  | 4                        | Філадельфія                           | 4                        |   | 2         | Нью-Джерсі            | 4                     |                       |                    |                    |                     |                     |                     |  |  |                    |                    |                    |
|  | 5                        | Торонто                               | 3                        |   |           | 3                     | Тампа-Бей             | 1                     |                    |                    |                     |                     |                     |  |  |                    |                    |                    |
|  | 5                        | Торонто                               | 3                        |   |           |                       |                       |                       |                    | E2                 | Нью-Джерсі          | 4                   |                     |  |  |                    |                    |                    |
|  |                          | (Пари пересіяні після першого раунду) |                          |   |           |                       |                       |                       |                    | E2                 | Нью-Джерсі          | 4                   |                     |  |  |                    |                    |                    |
|  |                          | W7                                    | Анагайм                  | 3 |           |                       |                       |                       |                    |                    |                     |                     |                     |  |  |                    |                    |                    |
|  | 1                        | W7                                    | Анагайм                  | 3 | Даллас    | 4                     |                       |                       | 1                  | Даллас             | 2                   |                     |                     |  |  |                    |                    |                    |
|  | 1                        |                                       |                          |   | Даллас    | 4                     |                       |                       | 1                  | Даллас             | 2                   |                     |                     |  |  |                    |                    |                    |
|  | 8                        | Едмонтон                              | 2                        |   |           | 7                     | Анагайм               | 4                     |                    |                    |                     |                     |                     |  |  |                    |                    |                    |
|  | 8                        | Едмонтон                              | 2                        |   |           | 7                     | Анагайм               | 4                     |                    |                    |                     |                     |                     |  |  |                    |                    |                    |
|  |                          |                                       |                          |   |           |                       |                       |                       |                    |                    |                     |                     |                     |  |  |                    |                    |                    |
|  | 2                        | Детройт                               | 0                        |   |           |                       |                       |                       |                    |                    |                     |                     |                     |  |  |                    |                    |                    |
|  | 2                        | Детройт                               | 0                        |   |           |                       |                       |                       |                    |                    |                     |                     |                     |  |  |                    |                    |                    |
|  | 7                        | Анагайм                               | 4                        |   |           |                       |                       |                       |                    |                    |                     |                     |                     |  |  |                    |                    |                    |
|  | 7                        | Анагайм                               | 4                        |   |           |                       |                       |                       | 7                  | Анагайм            | 4                   |                     |                     |  |  |                    |                    |                    |
|  |                          |                                       |                          |   |           |                       |                       |                       | 7                  | Анагайм            | 4                   |                     |                     |  |  |                    |                    |                    |
|  |                          | 6                                     | Міннесота                | 0 |           |                       |                       |                       |                    |                    |                     |                     |                     |  |  |                    |                    |                    |
|  | 3                        | 6                                     | Міннесота                | 0 | Колорадо  | 3                     |                       |                       |                    |                    |                     |                     |                     |  |  |                    |                    |                    |
|  | 3                        |                                       |                          |   | Колорадо  | 3                     |                       |                       |                    |                    |                     |                     |                     |  |  |                    |                    |                    |
|  | 6                        | Міннесота                             | 4                        |   |           |                       |                       |                       |                    |                    | Західна конференція | Західна конференція | Західна конференція |  |  |                    |                    |                    |
|  | 6                        | Міннесота                             | 4                        |   |           |                       |                       |                       |                    |                    | Західна конференція | Західна конференція | Західна конференція |  |  |                    |                    |                    |
|  |                          |                                       |                          |   |           |                       |                       |                       |                    |                    |                     |                     |                     |  |  |                    |                    |                    |
|  | 4                        | Ванкувер                              | 4                        |   | 4         | Ванкувер              | 3                     |                       |                    |                    |                     |                     |                     |  |  |                    |                    |                    |
|  | 4                        | Ванкувер                              | 4                        |   | 4         | Ванкувер              | 3                     |                       |                    |                    |                     |                     |                     |  |  |                    |                    |                    |
|  | 5                        | Сент-Луїс                             | 3                        |   |           | 6                     | Міннесота             | 4                     |                    |                    |                     |                     |                     |  |  |                    |                    |                    |

### Чвертьфінали конференції
Східна конференція
| Оттава Сенаторс (1) та Нью-Йорк Айлендерс (8) | Оттава Сенаторс (1) та Нью-Йорк Айлендерс (8) | Оттава Сенаторс (1) та Нью-Йорк Айлендерс (8) | Оттава Сенаторс (1) та Нью-Йорк Айлендерс (8) | Оттава Сенаторс (1) та Нью-Йорк Айлендерс (8) | Оттава Сенаторс (1) та Нью-Йорк Айлендерс (8) | Оттава Сенаторс (1) та Нью-Йорк Айлендерс (8) |
| Дата                                          | Господарі                                     | Господарі                                     | Гості                                         | Гості                                         | Примітки                                      |                                               |
| --------------------------------------------- | --------------------------------------------- | --------------------------------------------- | --------------------------------------------- | --------------------------------------------- | --------------------------------------------- | --------------------------------------------- |
| 9 квітня                                      | Н-Й Айлендерс                                 | 3                                             | 0                                             | Оттава                                        |                                               |                                               |
| 12 квітня                                     | Н-Й Айлендерс                                 | 0                                             | 3                                             | Оттава                                        |                                               |                                               |
| 14 квітня                                     | Оттава                                        | 3                                             | 2                                             | Н-Й Айлендерс                                 | OT                                            |                                               |
| 16 квітня                                     | Оттава                                        | 3                                             | 1                                             | Н-Й Айлендерс                                 |                                               |                                               |
| 17 квітня                                     | Н-Й Айлендерс                                 | 2                                             | 4                                             | Оттава                                        |                                               |                                               |
| Оттава виграла серію 4:1.                     |                                               |                                               |                                               |                                               |                                               |                                               |

| Нью-Джерсі Девілс (2) та Бостон Брюїнс (7) | Нью-Джерсі Девілс (2) та Бостон Брюїнс (7) | Нью-Джерсі Девілс (2) та Бостон Брюїнс (7) | Нью-Джерсі Девілс (2) та Бостон Брюїнс (7) | Нью-Джерсі Девілс (2) та Бостон Брюїнс (7) | Нью-Джерсі Девілс (2) та Бостон Брюїнс (7) | Нью-Джерсі Девілс (2) та Бостон Брюїнс (7) |
| Дата                                       | Господарі                                  | Господарі                                  | Гості                                      | Гості                                      | Примітки                                   |                                            |
| ------------------------------------------ | ------------------------------------------ | ------------------------------------------ | ------------------------------------------ | ------------------------------------------ | ------------------------------------------ | ------------------------------------------ |
| 9 квітня                                   | Бостон                                     | 1                                          | 2                                          | Нью-Джерсі                                 |                                            |                                            |
| 11 квітня                                  | Бостон                                     | 2                                          | 4                                          | Нью-Джерсі                                 |                                            |                                            |
| 13 квітня                                  | Нью-Джерсі                                 | 3                                          | 0                                          | Бостон                                     |                                            |                                            |
| 15 квітня                                  | Нью-Джерсі                                 | 1                                          | 5                                          | Бостон                                     |                                            |                                            |
| 17 квітня                                  | Бостон                                     | 0                                          | 3                                          | Нью-Джерсі                                 |                                            |                                            |
| Нью-Джерсі виграв серію 4:1.               |                                            |                                            |                                            |                                            |                                            |                                            |

| Тампа-Бей Лайтнінг (5) та Вашингтон Кепіталс (6) | Тампа-Бей Лайтнінг (5) та Вашингтон Кепіталс (6) | Тампа-Бей Лайтнінг (5) та Вашингтон Кепіталс (6) | Тампа-Бей Лайтнінг (5) та Вашингтон Кепіталс (6) | Тампа-Бей Лайтнінг (5) та Вашингтон Кепіталс (6) | Тампа-Бей Лайтнінг (5) та Вашингтон Кепіталс (6) | Тампа-Бей Лайтнінг (5) та Вашингтон Кепіталс (6) |
| Дата                                             | Господарі                                        | Господарі                                        | Гості                                            | Гості                                            | Примітки                                         |                                                  |
| ------------------------------------------------ | ------------------------------------------------ | ------------------------------------------------ | ------------------------------------------------ | ------------------------------------------------ | ------------------------------------------------ | ------------------------------------------------ |
| 10 квітня                                        | Вашингтон                                        | 3                                                | 0                                                | Тампа-Бей                                        |                                                  |                                                  |
| 12 квітня                                        | Вашингтон                                        | 6                                                | 3                                                | Тампа-Бей                                        |                                                  |                                                  |
| 15 квітня                                        | Тампа-Бей                                        | 4                                                | 3                                                | Вашингтон                                        | OT                                               |                                                  |
| 16 квітня                                        | Тампа-Бей                                        | 3                                                | 1                                                | Вашингтон                                        |                                                  |                                                  |
| 18 квітня                                        | Вашингтон                                        | 1                                                | 2                                                | Тампа-Бей                                        |                                                  |                                                  |
| 20 квітня                                        | Тампа-Бей                                        | 2                                                | 1                                                | Вашингтон                                        | 3OT                                              |                                                  |
| Тампа-Бей виграла серію 4:2.                     |                                                  |                                                  |                                                  |                                                  |                                                  |                                                  |

| Філадельфія Флаєрс (3) та Торонто Мейпл-Ліфс (5) | Філадельфія Флаєрс (3) та Торонто Мейпл-Ліфс (5) | Філадельфія Флаєрс (3) та Торонто Мейпл-Ліфс (5) | Філадельфія Флаєрс (3) та Торонто Мейпл-Ліфс (5) | Філадельфія Флаєрс (3) та Торонто Мейпл-Ліфс (5) | Філадельфія Флаєрс (3) та Торонто Мейпл-Ліфс (5) | Філадельфія Флаєрс (3) та Торонто Мейпл-Ліфс (5) |
| Дата                                             | Господарі                                        | Господарі                                        | Гості                                            | Гості                                            | Примітки                                         |                                                  |
| ------------------------------------------------ | ------------------------------------------------ | ------------------------------------------------ | ------------------------------------------------ | ------------------------------------------------ | ------------------------------------------------ | ------------------------------------------------ |
| 9 квітня                                         | Торонто                                          | 5                                                | 3                                                | Філадельфія                                      |                                                  |                                                  |
| 11 квітня                                        | Торонто                                          | 1                                                | 4                                                | Філадельфія                                      |                                                  |                                                  |
| 14 квітня                                        | Філадельфія                                      | 3                                                | 4                                                | Торонто                                          | 2OT                                              |                                                  |
| 16 квітня                                        | Філадельфія                                      | 3                                                | 2                                                | Торонто                                          | 3OT                                              |                                                  |
| 19 квітня                                        | Торонто                                          | 1                                                | 4                                                | Філадельфія                                      |                                                  |                                                  |
| 21 квітня                                        | Філадельфія                                      | 1                                                | 2                                                | Торонто                                          | 2OT                                              |                                                  |
| 22 квітня                                        | Торонто                                          | 1                                                | 6                                                | Філадельфія                                      |                                                  |                                                  |
| Філадельфія виграла серію 4:3.                   |                                                  |                                                  |                                                  |                                                  |                                                  |                                                  |

Західна конференція
| Даллас Старс (1) та Едмонтон Ойлерс (8) | Даллас Старс (1) та Едмонтон Ойлерс (8) | Даллас Старс (1) та Едмонтон Ойлерс (8) | Даллас Старс (1) та Едмонтон Ойлерс (8) | Даллас Старс (1) та Едмонтон Ойлерс (8) | Даллас Старс (1) та Едмонтон Ойлерс (8) | Даллас Старс (1) та Едмонтон Ойлерс (8) |
| Дата                                    | Господарі                               | Господарі                               | Гості                                   | Гості                                   | Примітки                                |                                         |
| --------------------------------------- | --------------------------------------- | --------------------------------------- | --------------------------------------- | --------------------------------------- | --------------------------------------- | --------------------------------------- |
| 9 квітня                                | Едмонтон                                | 2                                       | 1                                       | Даллас                                  |                                         |                                         |
| 11 квітня                               | Едмонтон                                | 1                                       | 6                                       | Даллас                                  |                                         |                                         |
| 13 квітня                               | Даллас                                  | 2                                       | 3                                       | Едмонтон                                |                                         |                                         |
| 15 квітня                               | Даллас                                  | 3                                       | 1                                       | Едмонтон                                |                                         |                                         |
| 17 квітня                               | Едмонтон                                | 2                                       | 5                                       | Даллас                                  |                                         |                                         |
| 19 квітня                               | Даллас                                  | 3                                       | 2                                       | Едмонтон                                |                                         |                                         |
| Даллас виграв серію 4:2.                |                                         |                                         |                                         |                                         |                                         |                                         |

| Детройт Ред-Вінгс (2) та Майті Дакс оф Анагайм (7) | Детройт Ред-Вінгс (2) та Майті Дакс оф Анагайм (7) | Детройт Ред-Вінгс (2) та Майті Дакс оф Анагайм (7) | Детройт Ред-Вінгс (2) та Майті Дакс оф Анагайм (7) | Детройт Ред-Вінгс (2) та Майті Дакс оф Анагайм (7) | Детройт Ред-Вінгс (2) та Майті Дакс оф Анагайм (7) | Детройт Ред-Вінгс (2) та Майті Дакс оф Анагайм (7) |
| Дата                                               | Господарі                                          | Господарі                                          | Гості                                              | Гості                                              | Примітки                                           |                                                    |
| -------------------------------------------------- | -------------------------------------------------- | -------------------------------------------------- | -------------------------------------------------- | -------------------------------------------------- | -------------------------------------------------- | -------------------------------------------------- |
| 10 квітня                                          | Анагайм                                            | 2                                                  | 1                                                  | Детройт                                            | 3OT                                                |                                                    |
| 12 квітня                                          | Анагайм                                            | 3                                                  | 2                                                  | Детройт                                            |                                                    |                                                    |
| 14 квітня                                          | Детройт                                            | 1                                                  | 2                                                  | Анагайм                                            |                                                    |                                                    |
| 16 квітня                                          | Детройт                                            | 2                                                  | 3                                                  | Анагайм                                            | OT                                                 |                                                    |
| Анагайм виграв серію 4:0.                          |                                                    |                                                    |                                                    |                                                    |                                                    |                                                    |

| Колорадо Аваланч (3) та Міннесота Вайлд (6) | Колорадо Аваланч (3) та Міннесота Вайлд (6) | Колорадо Аваланч (3) та Міннесота Вайлд (6) | Колорадо Аваланч (3) та Міннесота Вайлд (6) | Колорадо Аваланч (3) та Міннесота Вайлд (6) | Колорадо Аваланч (3) та Міннесота Вайлд (6) | Колорадо Аваланч (3) та Міннесота Вайлд (6) |
| Дата                                        | Господарі                                   | Господарі                                   | Гості                                       | Гості                                       | Примітки                                    |                                             |
| ------------------------------------------- | ------------------------------------------- | ------------------------------------------- | ------------------------------------------- | ------------------------------------------- | ------------------------------------------- | ------------------------------------------- |
| 10 квітня                                   | Міннесота                                   | 4                                           | 2                                           | Колорадо                                    |                                             |                                             |
| 12 квітня                                   | Міннесота                                   | 2                                           | 3                                           | Колорадо                                    |                                             |                                             |
| 14 квітня                                   | Колорадо                                    | 3                                           | 0                                           | Міннесота                                   |                                             |                                             |
| 16 квітня                                   | Колорадо                                    | 3                                           | 1                                           | Міннесота                                   |                                             |                                             |
| 19 квітня                                   | Міннесота                                   | 3                                           | 2                                           | Колорадо                                    |                                             |                                             |
| 21 квітня                                   | Колорадо                                    | 2                                           | 3                                           | Міннесота                                   | OT                                          |                                             |
| 22 квітня                                   | Міннесота                                   | 3                                           | 2                                           | Колорадо                                    | OT                                          |                                             |
| Міннесота виграла серію 4:3.                |                                             |                                             |                                             |                                             |                                             |                                             |

| Ванкувер Канакс (4) та Сент-Луїс Блюз (5) | Ванкувер Канакс (4) та Сент-Луїс Блюз (5) | Ванкувер Канакс (4) та Сент-Луїс Блюз (5) | Ванкувер Канакс (4) та Сент-Луїс Блюз (5) | Ванкувер Канакс (4) та Сент-Луїс Блюз (5) | Ванкувер Канакс (4) та Сент-Луїс Блюз (5) | Ванкувер Канакс (4) та Сент-Луїс Блюз (5) |
| Дата                                      | Господарі                                 | Господарі                                 | Гості                                     | Гості                                     | Примітки                                  |                                           |
| ----------------------------------------- | ----------------------------------------- | ----------------------------------------- | ----------------------------------------- | ----------------------------------------- | ----------------------------------------- | ----------------------------------------- |
| 10 квітня                                 | Сент-Луїс                                 | 6                                         | 0                                         | Ванкувер                                  |                                           |                                           |
| 12 квітня                                 | Сент-Луїс                                 | 1                                         | 2                                         | Ванкувер                                  |                                           |                                           |
| 14 квітня                                 | Ванкувер                                  | 1                                         | 3                                         | Сент-Луїс                                 |                                           |                                           |
| 16 квітня                                 | Ванкувер                                  | 1                                         | 4                                         | Сент-Луїс                                 |                                           |                                           |
| 18 квітня                                 | Сент-Луїс                                 | 3                                         | 5                                         | Ванкувер                                  |                                           |                                           |
| 20 квітня                                 | Ванкувер                                  | 4                                         | 3                                         | Сент-Луїс                                 |                                           |                                           |
| 22 квітня                                 | Сент-Луїс                                 | 1                                         | 4                                         | Ванкувер                                  |                                           |                                           |
| Ванкувер виграв серію 4:3.                |                                           |                                           |                                           |                                           |                                           |                                           |

### Півфінали конференції
Східна конференція
| Оттава Сенаторс (1) та Філадельфія Флаєрс (3) | Оттава Сенаторс (1) та Філадельфія Флаєрс (3) | Оттава Сенаторс (1) та Філадельфія Флаєрс (3) | Оттава Сенаторс (1) та Філадельфія Флаєрс (3) | Оттава Сенаторс (1) та Філадельфія Флаєрс (3) | Оттава Сенаторс (1) та Філадельфія Флаєрс (3) | Оттава Сенаторс (1) та Філадельфія Флаєрс (3) |
| Дата                                          | Господарі                                     | Господарі                                     | Гості                                         | Гості                                         | Примітки                                      |                                               |
| --------------------------------------------- | --------------------------------------------- | --------------------------------------------- | --------------------------------------------- | --------------------------------------------- | --------------------------------------------- | --------------------------------------------- |
| 25 квітня                                     | Філадельфія                                   | 2                                             | 4                                             | Оттава                                        |                                               |                                               |
| 27 квітня                                     | Філадельфія                                   | 2                                             | 0                                             | Оттава                                        |                                               |                                               |
| 29 квітня                                     | Оттава                                        | 3                                             | 2                                             | Філадельфія                                   | OT                                            |                                               |
| 1 травня                                      | Оттава                                        | 0                                             | 1                                             | Філадельфія                                   |                                               |                                               |
| 3 травня                                      | Філадельфія                                   | 2                                             | 5                                             | Оттава                                        |                                               |                                               |
| 5 травня                                      | Оттава                                        | 5                                             | 1                                             | Філадельфія                                   |                                               |                                               |
| Оттава виграла серію 4:2.                     |                                               |                                               |                                               |                                               |                                               |                                               |

| Нью-Джерсі Девілс (2) та Тампа-Бей Лайтнінг (5) | Нью-Джерсі Девілс (2) та Тампа-Бей Лайтнінг (5) | Нью-Джерсі Девілс (2) та Тампа-Бей Лайтнінг (5) | Нью-Джерсі Девілс (2) та Тампа-Бей Лайтнінг (5) | Нью-Джерсі Девілс (2) та Тампа-Бей Лайтнінг (5) | Нью-Джерсі Девілс (2) та Тампа-Бей Лайтнінг (5) | Нью-Джерсі Девілс (2) та Тампа-Бей Лайтнінг (5) |
| Дата                                            | Господарі                                       | Господарі                                       | Гості                                           | Гості                                           | Примітки                                        |                                                 |
| ----------------------------------------------- | ----------------------------------------------- | ----------------------------------------------- | ----------------------------------------------- | ----------------------------------------------- | ----------------------------------------------- | ----------------------------------------------- |
| 24 квітня                                       | Тампа-Бей                                       | 0                                               | 3                                               | Нью-Джерсі                                      |                                                 |                                                 |
| 26 квітня                                       | Тампа-Бей                                       | 2                                               | 3                                               | Нью-Джерсі                                      | OT                                              |                                                 |
| 28 квітня                                       | Нью-Джерсі                                      | 3                                               | 4                                               | Тампа-Бей                                       |                                                 |                                                 |
| 30 квітня                                       | Нью-Джерсі                                      | 3                                               | 1                                               | Тампа-Бей                                       |                                                 |                                                 |
| 2 травня                                        | Тампа-Бей                                       | 1                                               | 2                                               | Нью-Джерсі                                      | 3OT                                             |                                                 |
| Нью-Джерсі виграв серію 4:1.                    |                                                 |                                                 |                                                 |                                                 |                                                 |                                                 |

Західна конференція
| Даллас Старс (1) та Майті Дакс оф Анагайм (7) | Даллас Старс (1) та Майті Дакс оф Анагайм (7) | Даллас Старс (1) та Майті Дакс оф Анагайм (7) | Даллас Старс (1) та Майті Дакс оф Анагайм (7) | Даллас Старс (1) та Майті Дакс оф Анагайм (7) | Даллас Старс (1) та Майті Дакс оф Анагайм (7) | Даллас Старс (1) та Майті Дакс оф Анагайм (7) |
| Дата                                          | Господарі                                     | Господарі                                     | Гості                                         | Гості                                         | Примітки                                      |                                               |
| --------------------------------------------- | --------------------------------------------- | --------------------------------------------- | --------------------------------------------- | --------------------------------------------- | --------------------------------------------- | --------------------------------------------- |
| 24 квітня                                     | Анагайм                                       | 4                                             | 3                                             | Даллас                                        | 5OT                                           |                                               |
| 26 квітня                                     | Анагайм                                       | 3                                             | 2                                             | Даллас                                        | OT                                            |                                               |
| 28 квітня                                     | Даллас                                        | 2                                             | 1                                             | Анагайм                                       |                                               |                                               |
| 30 квітня                                     | Даллас                                        | 0                                             | 1                                             | Анагайм                                       |                                               |                                               |
| 3 травня                                      | Анагайм                                       | 1                                             | 4                                             | Даллас                                        |                                               |                                               |
| 5 травня                                      | Даллас                                        | 3                                             | 4                                             | Анагайм                                       |                                               |                                               |
| Анагайм виграв серію 4:2.                     |                                               |                                               |                                               |                                               |                                               |                                               |

| Ванкувер Канакс (4) та Міннесота Вайлд (6) | Ванкувер Канакс (4) та Міннесота Вайлд (6) | Ванкувер Канакс (4) та Міннесота Вайлд (6) | Ванкувер Канакс (4) та Міннесота Вайлд (6) | Ванкувер Канакс (4) та Міннесота Вайлд (6) | Ванкувер Канакс (4) та Міннесота Вайлд (6) | Ванкувер Канакс (4) та Міннесота Вайлд (6) |
| Дата                                       | Господарі                                  | Господарі                                  | Гості                                      | Гості                                      | Примітки                                   |                                            |
| ------------------------------------------ | ------------------------------------------ | ------------------------------------------ | ------------------------------------------ | ------------------------------------------ | ------------------------------------------ | ------------------------------------------ |
| 25 квітня                                  | Міннесота                                  | 3                                          | 4                                          | Ванкувер                                   | OT                                         |                                            |
| 27 квітня                                  | Міннесота                                  | 3                                          | 2                                          | Ванкувер                                   |                                            |                                            |
| 29 квітня                                  | Ванкувер                                   | 3                                          | 2                                          | Міннесота                                  |                                            |                                            |
| 2 травня                                   | Ванкувер                                   | 3                                          | 2                                          | Міннесота                                  | OT                                         |                                            |
| 5 травня                                   | Міннесота                                  | 7                                          | 2                                          | Ванкувер                                   |                                            |                                            |
| 7 травня                                   | Ванкувер                                   | 1                                          | 5                                          | Міннесота                                  |                                            |                                            |
| 8 травня                                   | Міннесота                                  | 4                                          | 2                                          | Ванкувер                                   |                                            |                                            |
| Міннесота виграла серію 4:3.               |                                            |                                            |                                            |                                            |                                            |                                            |

### Фінали конференції
Східна конференція